# Grand prix Livres Hebdo des Librairies
 (juin 2023).
La mise en forme du texte ne suit pas les recommandations de Wikipédia : il faut le « wikifier ».
Les points d'amélioration suivants sont les cas les plus fréquents :
- Les titres sont pré-formatés par le logiciel. Ils ne sont ni en capitales, ni en gras.
- Le texte ne doit pas être écrit en capitales (les noms de famille non plus), ni en gras, ni en italique, ni en « petit »…
- Le gras n'est utilisé que pour surligner le titre de l'article dans l'introduction, une seule fois.
- L'italique est rarement utilisé : mots en langue étrangère, titres d'œuvres, noms de bateaux, etc.
- Les citations ne sont pas en italique mais en corps de texte normal. Elles sont entourées par des guillemets français : « et ».
- Les listes à puces sont à éviter, des paragraphes rédigés étant largement préférés. Les tableaux sont à réserver à la présentation de données structurées (résultats, etc.).
- Les appels de note de bas de page (petits chiffres en exposant, introduits par l'outil «  Source ») sont à placer entre la fin de phrase et le point final[comme ça].
- Les liens internes (vers d'autres articles de Wikipédia) sont à choisir avec parcimonie. Créez des liens vers des articles approfondissant le sujet. Les termes génériques sans rapport avec le sujet sont à éviter, ainsi que les répétitions de liens vers un même terme.
- Les liens externes sont à placer uniquement dans une section « Liens externes », à la fin de l'article. Ces liens sont à choisir avec parcimonie suivant les règles définies. Si un lien sert de source à l'article, son insertion dans le texte est à faire par les notes de bas de page.
- La présentation des références doit suivre les conventions bibliographiques. Il est recommandé d'utiliser les modèles {{Ouvrage}}, {{Chapitre}}, {{Article}}, {{Lien web}} et/ou {{Bibliographie}}. Le mode d'édition visuel peut mettre en forme automatiquement les références.
- Insérer une infobox (cadre d'informations à droite) n'est pas obligatoire pour parachever la mise en page.

Pour une aide détaillée, merci de consulter Aide:Wikification.
Si vous pensez que ces points ont été résolus, vous pouvez retirer ce bandeau et améliorer la mise en forme d'un autre article.
Le Grand prix Livres Hebdo des Librairies, fondé par le magazine professionnel Livres Hebdo, fait partie des évènements que le journal organise avec le Grand prix Livres Hebdo des Bibliothèques et les Trophées de l'Édition. 
Il récompense chaque année depuis 2019 le professionnalisme des libraires, et vise à promouvoir leurs réalisations, valoriser leur dynamisme et soutenir leurs innovations. Décerné par un jury interprofessionnel et paritaire, il distingue des librairies francophones indépendantes de toute nature et de toute taille, proposant des services particulièrement efficaces et novateurs.
Les libraires sont récompensées par sept à huit prix et un Grand prix remis après délibérations :
- le Prix de l'Animation ;
- le Prix de la Valorisation du fonds ;
- le Prix de l'Espace intérieur ;
- le Prix du Service innovant ;
- le Prix spécial de la Création ou de la Reprise ;
- le Prix spécial de la librairie francophone Hors de France ;
- le Prix spécial du Libraire de l'année ;
- le Prix coup de cœur du jury ;
- le Grand Prix du jury.

Seulement en 2020, le Grand prix Livres Hebdo des Librairies a attribué un prix du Confinement.
En 2023, un Prix de la Communication est ajouté.

## Règlement
Toutes les librairies indépendantes francophones, quels que soit leur pays d’origine, leur taille, leur nature et leur année d'ouverture, peuvent concourir. En outre, les librairies françaises doivent posséder le code NAF 4761Z. Les candidatures sont gratuites.
Chaque dossier de candidature doit impérativement comporter : le formulaire d'inscription, une lettre de candidature (3000 signes maximum) pour chacun des prix pour lesquels vous souhaitez concourir et un choix de pièces annexes rassemblées en un unique document .pdf ou .ppt mettant en valeur vos initiatives pour chaque catégorie choisie. L’ensemble du dossier est à envoyer par courriel. 

## Palmarès

### 2019
1e Grand Prix Livres Hebdo des Librairies, remis dans le cadre des 5e Rencontres nationales de la librairie à Marseille.
- Grand Prix : Caractères Librairie Café Social Club (Landes)
- Libraires de l'année : Anne-Laure Vial et Delphine Bouétard, Librairie Ici (Paris)
- Prix de l'Animation : Librairie Dialogues (Brest)
- Prix de l'Espace intérieur : Librairie Masséna (Nice)
- Prix de la Valorisation du fonds : Librairie Quai des brumes (Strasbourg)
- Prix du Service innovant : Librairie Mollat (Bordeaux)
- Prix spécial de la Création : Librairie La Cavale (Montpellier)
- Coup de cœur du jury : Librairie Georges Saïd (Syrie)

### 2020
2e Grand Prix Livres Hebdo des Librairies, remis dans les locaux de la rédaction Livres Hebdo.
- Grand Prix : La Colline aux livres (Bergerac)
- Libraire de l'année : Guillaume Bourain, Librairie Les Rebelles Ordinaires (La Rochelle)
- Prix du Confinement : Le Renard doré (Paris)
- Prix de l'Animation : Expression (Châteauneuf-Grasse, Provence-Alpes-Côtes d'Azur)
- Prix de l'Espace intérieur : Les pêcheurs d'étoiles (Fontenay-aux-Roses, Île-de-France)
- Prix de la Valorisation du fonds : Lilosimages (Angoulême)
- Prix du Service innovant : Librairie Chez Josette (Charleville-Mézières, Grand Est)
- Prix spécial de la Création : Le chameau sauvage (Toulouse)
- Prix spécial de la librairie francophone Hors de France : Librairie Notre Dame (Cotonou)

### 2021
3e Grand Prix Livres Hebdo des Librairies, remis au Centre National du Livre à Paris.
- Grand Prix : Librairie du Renard (Paimpol)
- Libraires de l'année : Ayla Saura et Solveig Touzé, Librairie La Nuit des Temps (Rennes)
- Prix de l'Animation : Librairie Krazy Kat (Bordeaux)
- Prix de l'Espace intérieur : L'établi des mots (Rennes)
- Prix de la Valorisation du fonds : Librairie Théâtrale (Paris)
- Prix du Service innovant : La Grand Ourse (Dieppe)
- Prix spécial de la Création : Librairie Bisey (Mulhouse)
- Prix spécial de la librairie francophone Hors de France : Les Insolites (Tanger)
- Coup de cœur du jury : Dealer de livres (Saint-Denis)

### 2022
4e Grand Prix Livres Hebdo des Librairies, remis à l'occasion des Rencontres nationales de la librairie, à Angers.
- Grand Prix : Librairie L'Embarcadère (Saint-Nazaire)
- Libraires de l'année : Capucine et Ismail Said Mohamed, Librairie Combo (Roubaix)
- Prix de l'Animation : Lilosimages (Angoulême)
- Prix de l'Espace intérieur : Le Bruit des Mots (La Flèche)
- Prix de la Valorisation du fonds : Librairie Nordest (Paris)
- Prix du Service innovant : Librairie Grands Caractères (Paris)
- Prix spécial de la Création : Du Vol dans les Plumes (Brunoy)
- Prix spécial de la librairie francophone Hors de France : Mille Feuilles (Antananarivo)
- Coup de cœur du jury : Librairie L'Affranchie (Lille)

### 2023
5e Grand Prix Livres Hebdo des Librairies, remis à la Rotonde Garnier dans le quartier d'Odéon à Paris.
- Grand Prix : La Fabrique (Bar-le-Duc)
- Libraires de l'année : Isabelle et Marc Gaucherand, Le Bleuet (Banon)
- Prix de l'Animation : Alès BD (Alès)
- Prix de la Communication : Librairie Galignani (Paris)
- Prix de l'Espace intérieur : Librairie Quartier Libre (Flers)
- Prix de la Valorisation du fonds : L'autre Monde (Avallon)
- Prix du Service innovant : Les Guerillères (Huelgoat)
- Prix spécial de la Reprise : Les Mots à la bouche (Paris)
- Prix spécial de la librairie francophone Hors de France : Kyralina (Bucarest)
- Coup de cœur du jury : Librairie du Plateau (Chevilly-Larue)

### 2024
6e Grand Prix Livres Hebdo des Librairies, remis à Strasbourg à l’occasion des Rencontres nationales de la librairie organisées par le Syndicat de la librairie française :
- Grand Prix des Librairies : L’Établie (Alfortville) ;
- Prix de l’Animation : La Pléiade (Cagnes-sur-Mer) ;
- Prix de la Valorisation du Fonds : De natura rerum (Arles) ;
- Prix de l’Espace Intérieur : Les P'tits bidules (Bastia) ;
- Prix de la Communication : Maison Marguerite Librairie (Nantes) ;
- Prix du Service Innovant : Librairie Tandem (Mauléon-Licharre) ;
- Prix Spécial de la Création : Librairie du Cap (Saint-Laurent-du-Var) ;
- Prix Spécial de la Librairie Francophone Hors de France : Librairie Prélude (Budapest) ;
- Coup de cœur du jury : Librairie Le Vent Des Routes (Genève) ;
- Libraires de l’année : Marie Dewynter, Zelda Hadener et Miquel Clemente de la librairie En traits libres (Montpellier).

2025
7e Grand Prix Livres Hebdo des Librairies : 
Libraire de l'année : Émilie Berto de la joyeuse librairie Pantagruel (Marseille).